# Arctiocossus poliopterus
Arctiocossus poliopterus is een vlinder uit de familie houtboorders (Cossidae). De wetenschappelijke naam van deze soort is voor het eerst geldig gepubliceerd in 1959 door Clench.
De soort komt voor in tropisch Afrika.